# Progressione del record mondiale della staffetta 4×100 metri femminile
La voce seguente illustra la progressione del record mondiale della staffetta 4×100 metri femminile di atletica leggera.
Il primo record mondiale femminile venne riconosciuto dalla federazione internazionale di atletica leggera nel 1922. Dal 1975 la federazione internazionale ha accettato anche il cronometraggio elettronico per i record nelle distanze fino ai 400 metri e dal 1977 ha richiesto, per l'omologazione dei record, unicamente il cronometraggio elettronico al centesimo di secondo. Ad oggi, la World Athletics ha ratificato ufficialmente 46 record mondiali di specialità.

## Progressione
| Tempo                      | Squadra             | Atlete                                                                 | Luogo                         | Data              | Note   |
| -------------------------- | ------------------- | ---------------------------------------------------------------------- | ----------------------------- | ----------------- | ------ |
| 53"2 m                     | Cecoslovacchia      | Marie Mejzlíková Marie Bakovská Marie Jirásková Marie Mejzlíková       | Parigi, Francia               | 21 maggio 1922    |        |
| 51"4 m                     | Gran Bretagna       | Mary Lines Daisy Leach Gwen Porter Nora Callebout                      | Parigi, Francia               | 20 agosto 1922    | +      |
| 50"4 m                     | Berliner Sport-Club | Lilli Henoch Charlotte Köhler Gerda Pöting Cläre Voss                  | Colonia, Germania             | 11 luglio 1926    |        |
| 49"8 m                     | Gran Bretagna       | Doris Scoular Florence Haynes Eileen Edwards Rose Thompson             | Göteborg, Svezia              | 29 agosto 1926    | y      |
| 50"0 m                     | Viktoria Magdeburg  | Anneliese Jacke Lieselotte Hellmann Rose Drieling Ilse Drieling        | Breslavia, Germania           | 7 agosto 1927     |        |
| 50"0 m                     | Linnets Saint-Maur  | Georgette Gagneux Lucienne Velu Simone Warnier Marguerite Radideau     | Parigi, Francia               | 15 luglio 1928    |        |
| 49"8 m                     | TSV München 1860    | Rosa Kellner Luise Holzer Agathe Karrer Lisa Gelius                    | Berlino, Germania             | 15 luglio 1928    |        |
| 48"4 m                     | Canada              | Fanny Rosenfeld Ethel Smith Jane Bell Myrtle Cook                      | Amsterdam, Paesi Bassi        | 5 agosto 1928     |        |
| 49"0 m                     | Eintracht Frankfurt | Tilly Fleischer Detta Lorenz Emmy Haux Charlotte Köhler                | Mannheim, Germania            | 30 giugno 1929    |        |
| 49"0 m                     | TSV München 1860    | Rosa Kellner Luise Holzer Agathe Karrer Lisa Gelius                    | Francoforte, Germania         | 21 luglio 1929    |        |
| 48"8 m                     | TSV München 1860    | Rosa Kellner Luise Holzer Agathe Karrer Lisa Gelius                    | Norimberga, Germania          | 20 luglio 1930    |        |
| 46"9 m                     | Stati Uniti         | Mary Carew Evelyn Furtsch Annette Rogers Wilhelmina von Bremen         | Los Angeles, Stati Uniti      | 7 agosto 1932     |        |
| 46"5 m                     | Germania            | Emmy Albus Käthe Krauß Marie Dollinger Grete Winkels                   | Colonia, Germania             | 21 giugno 1936    |        |
| 46"4 m                     | Germania            | Emmy Albus Käthe Krauß Marie Dollinger Ilse Dörffeldt                  | Berlino, Germania             | 8 agosto 1936     |        |
| 46"1 m                     | Australia           | Shirley Strickland Verna Johnston Winsome Cripps Marjorie Jackson      | Helsinki, Finlandia           | 27 luglio 1952    | [ 3 ]  |
| 45"9 m                     | Stati Uniti         | Mae Faggs Barbara Jones Janet Moreau Catherine Hardy                   | Helsinki, Finlandia           | 27 luglio 1952    | [ 4 ]  |
| 45"9 m                     | Germania            | Ursula Knab Maria Sander Helga Klein Marga Petersen                    | Helsinki, Finlandia           | 27 luglio 1952    | [ 5 ]  |
| 45"6 m                     | Unione Sovietica    | Vera Krepkina Zinaida Safronova Nadežda Chnykina Irina Turova          | Budapest, Ungheria            | 20 settembre 1953 |        |
| 45"6 m                     | Unione Sovietica    | Lidiya Polinichenko Galina Vinogradova Zinaida Safronova Marija Itkina | Mosca, Unione Sovietica       | 11 settembre 1955 |        |
| 45"2 m                     | Unione Sovietica    | Vera Krepkina Olga Kosheleva Marija Itkina Irina Turova                | Kiev, Unione Sovietica        | 27 luglio 1956    |        |
| 45"1 m                     | Germania            | Erika Fisch Christa Stubnick Gisela Köhler Bärbel Mayer                | Dresda, Germania Est          | 30 settembre 1956 |        |
| 44"9 m                     | Australia           | Norma Croker Betty Cuthbert Fleur Mellor Shirley Strickland            | Melbourne, Australia          | 1º dicembre 1956  | [ 6 ]  |
| 44"9 m                     | Germania            | Gisela Köhler Bärbel Mayer Maria Sander Christa Stubnick               | Melbourne, Australia          | 1º dicembre 1956  | [ 7 ]  |
| 44"5 m                     | Australia           | Shirley Strickland Norma Croker Fleur Mellor Betty Cuthbert            | Melbourne, Australia          | 1º dicembre 1956  | [ 8 ]  |
| 44"4 m                     | Stati Uniti         | Martha Hudson Lucinda Williams Barbara Jones Wilma Rudolph             | Roma, Italia                  | 7 settembre 1960  | [ 9 ]  |
| 44"3 m                     | Stati Uniti         | Willye White Ernestine Pollards Vivian Brown Wilma Rudolph             | Mosca, Unione Sovietica       | 15 luglio 1961    |        |
| 43"9 m                     | Stati Uniti         | Willye White Wyomia Tyus Marilyn White Edith McGuire                   | Tokyo, Giappone               | 21 ottobre 1964   | [ 10 ] |
| 43"9 m                     | Unione Sovietica    | Lilia Tkachenko Galina Bukharina Vera Popkova Lyudmila Samotyosova     | Leninakan, Unione Sovietica   | 16 agosto 1968    |        |
| 43"6 m                     | Unione Sovietica    | Ljudmila Maslakova Galina Bukharina Vera Popkova Lyudmila Samotyosova  | Città del Messico, Messico    | 27 settembre 1968 |        |
| 43"4 m                     | Stati Uniti         | Barbara Ferrell Margaret Bailes Mildrette Netter Wyomia Tyus           | Città del Messico, Messico    | 19 ottobre 1968   | [ 11 ] |
| 43"4 m                     | Paesi Bassi         | Wilma van den Berg Mieke Sterk Truus Hennipman Corrie Bakker           | Città del Messico, Messico    | 19 ottobre 1968   | [ 12 ] |
| 42"8 m                     | Stati Uniti         | Barbara Ferrell Margaret Bailes Mildrette Netter Wyomia Tyus           | Città del Messico, Messico    | 20 ottobre 1968   | [ 13 ] |
| 42"8 m                     | Germania Ovest      | Christiane Krause Ingrid Becker Annegret Richter Heide Rosendahl       | Monaco, Germania Ovest        | 10 settembre 1972 | [ 14 ] |
| 42"6 m                     | Germania Est        | Petra Kandarr Renate Stecher Christina Heinich Doris Selmigkeit        | Potsdam, Germania Est         | 1º settembre 1973 |        |
| 42"6 m                     | Germania Est        | Doris Maletzki Renate Stecher Christina Heinich Bärbel Wöckel          | Berlino Est, Germania Est     | 24 agosto 1974    |        |
| 42"5 m                     | Germania Est        | Doris Maletzki Renate Stecher Christina Heinich Bärbel Wöckel          | Roma, Italia                  | 8 settembre 1974  |        |
| Cronometraggio elettronico |                     |                                                                        |                               |                   |        |
| 42"51                      | Germania Est        | Doris Maletzki Renate Stecher Christina Heinich Bärbel Wöckel          | Roma, Italia                  | 8 settembre 1974  |        |
| 42"50                      | Germania Est        | Marlies Göhr Renate Stecher Carla Bodendorf Martina Blos               | Karl-Marx-Stadt, Germania Est | 29 maggio 1976    |        |
| 42"27                      | Germania Est        | Johanna Schaller Monika Hamann Carla Bodendorf Marlies Göhr            | Potsdam, Germania Est         | 19 agosto 1978    |        |
| 42"10                      | Germania Est        | Marita Koch Romy Müller Ingrid Auerswald Marlies Göhr                  | Karl-Marx-Stadt, Germania Est | 10 giugno 1979    |        |
| 42"09                      | Germania Est        | Christina Lathan Romy Müller Ingrid Auerswald Marlies Göhr             | Torino, Italia                | 4 agosto 1979     |        |
| 42"09                      | Germania Est        | Romy Müller Bärbel Wöckel Ingrid Auerswald Marlies Göhr                | Berlino Est, Germania Est     | 9 luglio 1980     |        |
| 41"85                      | Germania Est        | Romy Müller Bärbel Wöckel Ingrid Auerswald Marlies Göhr                | Potsdam, Germania Est         | 13 luglio 1980    |        |
| 41"60                      | Germania Est        | Romy Müller Bärbel Wöckel Ingrid Auerswald Marlies Göhr                | Mosca, Unione Sovietica       | 1º agosto 1980    |        |
| 41"53                      | Germania Est        | Silke Möller Marita Koch Ingrid Auerswald Marlies Göhr                 | Berlino Est, Germania Est     | 31 luglio 1983    |        |
| 41"37                      | Germania Est        | Silke Möller Sabine Günther Ingrid Auerswald Marlies Göhr              | Canberra, Australia           | 6 ottobre 1985    |        |
| 40"82                      | Stati Uniti         | Tianna Bartoletta Allyson Felix Bianca Knight Carmelita Jeter          | Londra, Regno Unito           | 10 agosto 2012    |        |